# Liste der Bodendenkmale in Fürstenwalde/Spree
Die Liste der Bodendenkmale in Fürstenwalde/Spree enthält alle Bodendenkmale der brandenburgischen Stadt Fürstenwalde/Spree und ihrer Ortsteile auf der Grundlage der Landesdenkmalliste vom 31. Dezember 2020.
Die Baudenkmale sind in der Liste der Baudenkmale in Fürstenwalde/Spree aufgeführt.
| Gemarkung                                  | Flur                  | Kurzbeschreibung | Bodendenkmalnummer | Bemerkung | Bild |
| ------------------------------------------ | --------------------- | --- | ------------------ | --------- | ---- |
| Fürstenwalde/Spree (Lage)                  | 166                   | Konzentrationsaußenlager Neuzeit | 90896              |           |      |
| Fürstenwalde/Spree (Lage)                  | 157, 158, 162, 163    | Dorfkern Neuzeit, Dorfkern deutsches Mittelalter, Gräberfeld Neuzeit | 90967              |           |      |
| Fürstenwalde/Spree (Lage)                  | 21, 45                | Siedlung Steinzeit | 90972              |           |      |
| Fürstenwalde/Spree ()                      | 144                   | Siedlung Urgeschichte, Siedlung römische Kaiserzeit | 90973              |           |      |
| Fürstenwalde/Spree (Lage)                  | 30                    | Siedlung Steinzeit, Siedlung Urgeschichte | 91026              |           |      |
| Fürstenwalde/Spree (Lage)                  | 106,30                | Siedlung Steinzeit, Siedlung Urgeschichte, Siedlung Bronzezeit | 91027              |           |      |
| Fürstenwalde/Spree (Lage)                  | 30                    | Siedlung Urgeschichte, Siedlung römische Kaiserzeit, Siedlung Steinzeit | 91028              |           |      |
| Fürstenwalde/Spree (Lage)                  | 30                    | Siedlung Urgeschichte, Siedlung Steinzeit, Rast- und Werkplatz Mesolithikum | 91029              |           |      |
| Fürstenwalde/Spree (Lage)                  | 16, 19, 45            | Siedlung Neolithikum, Rast- und Werkplatz Mesolithikum | 91030              |           |      |
| Fürstenwalde/Spree ()                      | 31                    | Siedlung Steinzeit, Siedlung Urgeschichte | 91031              |           |      |
| Fürstenwalde/Spree ()                      | 35                    | Siedlung Bronzezeit | 91033              |           |      |
| Fürstenwalde/Spree ()                      | 64, 73                | Siedlung Steinzeit, Siedlung Urgeschichte | 91034              |           |      |
| Fürstenwalde/Spree (Lage)                  | 131, 132              | Friedhof Neuzeit | 91035              |           |      |
| Fürstenwalde/Spree ()                      | 35                    | Siedlung Neolithikum | 91036              |           |      |
| Fürstenwalde/Spree ()                      | 35                    | Siedlung Urgeschichte, Einzelfund Steinzeit | 91037              |           |      |
| Fürstenwalde/Spree ()                      | 35                    | Siedlung Steinzeit, Siedlung Urgeschichte | 91038              |           |      |
| Fürstenwalde/Spree ()                      | 35                    | Siedlung Steinzeit, Siedlung Urgeschichte | 91039              |           |      |
| Fürstenwalde/Spree ()                      | 38                    | Einzelfund Steinzeit, Gräberfeld Bronzezeit | 91040              |           |      |
| Fürstenwalde/Spree (Lage)                  | 45                    | Siedlung Urgeschichte, Siedlung Steinzeit | 91041              |           |      |
| Fürstenwalde/Spree (Lage)                  | 45                    | Siedlung Urgeschichte, SiedlungSteinzeit | 91042              |           |      |
| Fürstenwalde/Spree ()                      | 33                    | Siedlung Urgeschichte, Siedlung Steinzeit | 91043              |           |      |
| Fürstenwalde/Spree ()                      | 31, 33                | Siedlung Steinzeit, Siedlung Urgeschichte | 91044              |           |      |
| Fürstenwalde/Spree ()                      | 31                    | Siedlung Steinzeit | 91045              |           |      |
| Fürstenwalde/Spree ()                      | 31                    | Siedlung Steinzeit, Siedlung Urgeschichte | 91046              |           |      |
| Fürstenwalde/Spree ()                      | 45                    | Gräberfeld Ur- und Frühgeschichte | 91047              |           |      |
| Fürstenwalde/Spree ()                      | 31                    | Siedlung Steinzeit, Siedlung Urgeschichte | 91048              |           |      |
| Fürstenwalde/Spree (Lage)                  | 21, 45                | Rast- und Werkplatz Mesolithikum, Siedlung Urgeschichte, Siedlung Steinzeit | 91049              |           |      |
| Fürstenwalde/Spree (Lage)                  | 132, 143, 144, 19, 45 | Siedlung Urgeschichte, Rast- und Werkplatz Mesolithikum, Siedlung Neolithikum | 91050              |           |      |
| Fürstenwalde/Spree ()                      | 35                    | Schanze Neuzeit | 91051              |           |      |
| Fürstenwalde/Spree ()                      | 45                    | Siedlung Steinzeit, Siedlung Urgeschichte | 91052              |           |      |
| Fürstenwalde/Spree ()                      | 35                    | Siedlung Steinzeit | 91053              |           |      |
| Fürstenwalde/Spree ()                      | 31                    | Siedlung Neolithikum | 91055              |           |      |
| Fürstenwalde/Spree (Lage)                  | 106, 31               | Siedlung Urgeschichte, Siedlung Neolithikum, Rast- und Werkplatz Mesolithikum | 91062              |           |      |
| Fürstenwalde/Spree (Lage)                  | 118                   | Siedlung Steinzeit, Siedlung Urgeschichte | 91063              |           |      |
| Fürstenwalde/Spree (Lage)                  | 143, 20               | Münzfund römische Kaiserzeit, Siedlung Urgeschichte, Siedlung Steinzeit | 91064              |           |      |
| Fürstenwalde/Spree (Lage)                  | 107, 119, 131         | Brücke deutsches Mittelalter, Friedhof deutsches Mittelalter, Altstadt deutsches Mittelalter, Mühle deutsches Mittelalter, Altstadt Neuzeit, Mühle Neuzeit, Schloss Neuzeit, Hospital Neuzeit, Hospital deutsches Mittelalter, Kirche deutsches Mittelalter, Vorstadt Neuzeit, Brücke Neuzeit, Kirche Neuzeit, Friedhof Neuzeit | 91069              |           |      |
| Fürstenwalde/Spree ()                      | 119                   | Friedhof Neuzeit | 91081              |           |      |
| Fürstenwalde/Spree ()                      | 119                   | Friedhof Neuzeit | 91082              |           |      |
| Fürstenwalde/Spree (Lage)                  | 118                   | Friedhof Neuzeit | 91083              |           |      |
| Fürstenwalde/Spree, Hangelsberg, Trebus () | 35, 6, 2              | Siedlung Steinzeit, Siedlung Urgeschichte | 90412              |           |      |
| Trebus ()                                  | 3                     | Hügelgräberfeld Bronzezeit | 90319              |           |      |
| Trebus ()                                  | 2                     | Dorfkern Neuzeit, Dorfkern deutsches Mittelalter | 91057              |           |      |
| Trebus ()                                  | 1, 2                  | Siedlung Neolithikum, Siedlung Bronzezeit, Grab Neolithikum | 91058              |           |      |
| Trebus ()                                  | 2                     | Siedlung Bronzezeit, Siedlung Urgeschichte | 91059              |           |      |
| Trebus ()                                  | 1                     | Einzelfund Neolithikum | 91060              |           |      |
| Hangelsberg, Trebus ()                     | 6, 2                  | Rast- und Werkplatz Mesolithikum, Einzelfund Urgeschichte | 91065              |           |      |